# Museo de Nauru
El Museo de Nauru es el museo nacional de la República de Nauru. Ubicado en Yaren, el museo abrió formalmente el 30 de enero de 2019.

## Historia
Basado en una colección privada de material de la Segunda Guerra Mundial, el museo fue financiado inicialmente por la Corporación de Fosfato de Nauru. El museo cerró en la década de 2000 debido a disputas territoriales. En 2014, se presentó una estrategia para un nuevo museo a la Convención Marco de la UNESCO sobre el Cambio Climático, como parte del objetivo del gobierno de Nauru de "preservar la lengua y el patrimonio cultural nauruano".

## Colección
La colección consiste de objetos históricos, artículos relacionados con la isla durante la Segunda Guerra Mundial, objetos relacionados con la radio y la policía, además de una colección fotográfica. En 2019, el museo pidió públicamente que más objetos fueran donados a la colección. Debido a un legado de explotación colonial, una gran parte del archivo fotográfico y la cultura material de Nauru se almacena en instituciones extranjeras, algunas de las cuales incluyen: el Museo Británico; el Museo de Nueva Zelanda Te Papa Tongarewa; el Museo Metropolitano de Arte; y el Museo de Israel.
El Museo Nacional de Australia ha recogido objetos relacionados con la crisis de refugiados de Nauru.